# Ковальова Юлія Вікторівна
Ю́лія Ві́кторівна Ковальо́ва (4 грудня 1951 , Дергачі, Харківська область ) — член Партії регіонів; народний депутат України 5-го та 6-го скликань, член фракції Партії регіонів (з 11.2007), член Комітету з питань бюджету (з 12.2007), голова підкомітету з питань соціальних програм бюджету (з 01.2008).

## Життєпис
Народилась 04.12.1951 (м. Дергачі, Харківська область).
Освіта: Харківський інститут громадського харчування (1974), інженер-технолог, «Технологія та громадського харчування».
Народний депутат України 5-го склик. 04.2006-11.2007 від Партії регіонів, № 119 в списку. На час виборів: віце-президент АТЗТ «Гея» (м. Харків), член ПР. Член Комітету з питань бюджету (з 07.2006), член фракції Партії регіонів (з 05.2006).
Народний депутат України 6-го склик. з 11.2007 від Партії регіонів, № 133 в списку. На час виборів: нар. деп. України, член ПР.
- 1974—1975 — інженер-технолог, Дергачівський комбінат громад. харчування.
- 1975—1977 — товарознавець, Оптово-роздрібний комбінат Дзержинського району м. Харкова.
- 1981—1985 — зав. виробництва, Комбінат громад. харчування Ленінського району м. Харкова.
- 1985—1989 — повар 5-го розряду, Харків. вище військове інж. уч-ще.
- 1989—1993 — комерційний директор, вироб. кооператив «Полюс».
- 1993—2006 — віце-президент, АТЗТ «Гея», м. Харків.

Чоловік — Ковальов Іван Васильович (1952); сини Сергій (1975) і Олександр (1975).

## Державні нагороди
- Заслужений працівник соціальної сфери України (2004).
- Орден княгині Ольги II ст. (1 грудня 2011)[3], III ст. (28 листопада 2006)[4]